# Tobias Sjölund
Tobias Sjölund, född 1976, är en svensk serietecknare. Han började 2001 sin professionella karriär med den populära serien 91:an Karlsson, och gör även de egna serierna Livet hemmavid och Axplock.